# Джужа Руслан Михайлович
Русла́н Миха́йлович Джу́жа (нар. 2 грудня 1990 — 20 серпня 2014) — сержант 13-го батальйону територіальної оборони «Чернігів-1» Збройних сил України, учасник російсько-української війни.

## Життєвий шлях
Народився 1990 року в селі Максим Чернігівської області. Також вказується село Озеряни Бобровицького району. Закінчив загальноосвітню школу; працював завідувачем сільського будинку культури.
Весною 2014 року мобілізований; командир 1-го відділення 2-го взводу 1-ї роти 13-го батальйону територіальної оборони Чернігівської області «Чернігів-1».
20 серпня 2014-го загинув під час мінометного обстрілу блокпоста біля села Комишине Луганської області.
Без Руслана лишились мама, бабуся, три сестри, два брати.
Похований у селі Максим Козелецького району 23 серпня 2014 року.

## Нагороди та вшанування
За особисту мужність і героїзм, виявлені у захисті державного суверенітету та територіальної цілісності України, вірність військовій присязі під час російсько-української війни, відзначений — нагороджений
- орденом «За мужність» III ступеня (15.5.2015, посмертно)
- 20 квітня 2021 року — Почесна відзнака Чернігівської обласної ради «За мужність і вірність Україні»[3].
- Вшановується 20 серпня на щоденному ранковому церемоніалі вшанування українських захисників, які загинули цього дня у різні роки внаслідок російської збройної агресії[4]
- Його портрет розміщений на меморіалі «Стіна пам'яті полеглих за Україну» у Києві: секція 3, ряд 3, місце 3.